# جون وارد (نقابي)
جون وارد (بالإنجليزية: John William Ward)‏ هو شخصية أعمال واقتصادي بريطاني، ولد في 21 يونيو 1942.